# Mesoacidalia
Mesoacidalia is een geslacht van vlinders uit de familie Nymphalidae, de schoenlappers, parelmoervlinders en zandoogjes.

## Soorten
- Mesoacidalia aglaja (Grote parelmoervlinder) - Linnaeus, 1758
- Mesoacidalia clara - (Blanchard, 1844)
- Mesoacidalia vitatha - (Moore, 1874)